# Søvang II
|  | Denne artikel er oprettet af botten Steenthbot ud fra en ekstern database. Den kan derfor have sproglige fejl eller mangler. Denne skabelon kan fjernes efter kontrol af indholdet. |

Søvang II er en dansk dokumentarisk optagelse fra 1958.

## Handling
Sydvest for den gamle hollænderby Store Magleby ligger Søvang, en smilende sommerby. Filmen viser en lang række klip fra byen fra årene 1942-1958. 18. april 1942: Forhv. formand, ekspeditionssekretær J. Chr. Nielsens 80 års fødselsdag. Jubilæumsåret 1943. Søvang har eksisteret i 25 år. En ny generation er vokset op. Sirligt anlagte haver. Amagerbanen opretholder forbindelsen under krigen. Selskabeligheden holdes ved lige. Søvangs formand inspicerer sin have, næstformanden murermester Eriksen læser sin avis. Folk bader fra badebroen. Ungdommen morer sig med leg og boldspil. Gymnastik i haven. 1958: Havefest med frokost og øl og snaps.